# 柳惠千
柳惠千（1966年3月—），中華民國空軍少將（退役）、國際政治學者、外交官、特技飛行員，現任駐英國台北代表處公使，淡江大學戰略所博士、政大戰略專班碩士、美國馬里蘭大學運籌管理碩士、美國空軍戰爭學院、美國智庫CSIS（戰略與國際研究中心）訪問研究員班畢業，為駐外武官、幻象2000戰鬥機種子教官、幻象2000戰鬥機首批特技飛行員出身，也是全中華民國空軍唯一飛過法國空軍飆風戰鬥機的飛行員，飛行員呼號，對推動軍事外交負有重大貢獻，被軍中視為是前國防部長嚴明及總統蔡英文愛將，曾任空軍督察長、空軍教準部副指揮官、蔡英文總統府代理侍衛長、副侍衛長、空軍499聯隊（二聯隊）長、空軍人事處長、國防部政辦室政綜處長、空軍401聯隊政戰主任、空軍499聯隊41作戰隊長、駐檀香山辦事處武官，曾在2019年蔡英文政府私菸案中被連帶處分記大過。

## 經歷

### 法國空軍受訓
曾於2000年至2002年派赴法國空軍擔任交換飛行軍官，並隨法國空軍參與多項歐盟國家跨國軍演，返國後推動中華民國空軍幻象機隊戰術專精訓練。

### 美國智庫
2012年經甄試通過奉派前往美國華府戰略與國際研究中心，擔任軍職訪問研究員一年期間完成美國「向亞太再平衡」政策研究論文並付梓。

### 美國空軍受訓
擔任駐外武官以後，在2011年完成美國空軍戰爭學院函授課程，另於2017年前往美國空軍大學接受同盟國家將級軍官戰區空軍指揮官班訓練。

### 駐美國武官
軍旅生涯曾任駐檀香山臺北經濟文化辦事處上校武官，駐點為美軍太平洋司令部。

### 駐英國公使
據2023年3月31日總統令，柳惠千奉派為駐英國台北代表處公使，是首宗國軍將領退伍後立即轉任政務官之案例。

## 學歷
畢業於空軍軍官學校1988年班（77年班，正69期），另在軍旅生涯中分別取得國立政治大學外交學系戰略研究所法學碩士，美國馬里蘭大學巴爾的摩縣分校管理科學雙碩士，以及淡江大學戰略研究所政治學博士學位。。

## 著作
- 《透視美國向亞太再平衡政策》
- 《歐巴馬時期的美中權力競逐》
- 《21世紀美軍在東亞的戰略部署》